# Minociclina
O cloridrato de minociclina, também conhecido como minociclina, é um antibiótico do grupo das tetraciclinas. Possui maior atividade contra bactérias Gram-positivas. Com um resultado do aumento da meia-vida, ele gerenciou atividades no plasma 2-4 vezes maiores do que os seus congéneres (150 mg de minociclina apresentaram cerca de 6 vezes mais atividade que 250 mg de tetraciclina por um período de 24-48 h).

## Indicações
Principalmente utilizado no tratamento da acne e rosácea, como a dose única de 100 mg / dia dessa droga leva a um maior compromisso que as quatro doses diárias necessárias de tetraciclina e oxitetraciclina.
Embora seu espectro antibiótico tem demonstrado ser muito maior do que a dos outros membros, incluindo atividade contra Neisseria meningitidis (organismo que causa a meningite), a sua utilização como um profilático não é autorizada, por causa de seus efeitos adversos (tonturas e vertiges).
Pode ser usado para tratar infecções causadas por Acinetobacter resistente a múltiplas drogas.
Outras utilizações de minociclina são partilhadas com outros membros do grupo das Tetraciclinas.
Também estudos estão sendo realizados no Reino Unido para a comprovação de que ela é eficaz na cura da esquizofrenia, partindo de uma ocorrência de cura de esquizofrenia acidentalmente no tratamento de uma doença infecciosa do pulmão de um paciente no Japão.

## Efeitos colaterais
Além dos efeitos colaterais típicos do grupo tetraciclina, minociclina pode estar associado a danos nos rins e ao agravamento do lúpus eritematoso disseminado (LES). Podem ocorrer efeitos como o escurecimento da língua, pigmentação da pele quando exposta ao sol e perda de audição temporária.
Além disso, em maior grau do que as outras tetraciclinas, podem causar a síndrome de hipertensão intracraniana induzida por drogas, que consistem em náuseas, vômitos e edema de papila.

## Contraindicações
A minociclina é contraindicada nos casos de hipersensibilidade a minociclina ou a qualquer outro antibiótico do grupo das tetraciclinas